# Göttin der Vernunft (Quadrille)
Die Göttin der Vernunft ist eine Quadrille, die Johann Strauss Sohn zugeschrieben wird (op. 476). Sie wurde am 24. Januar 1898 im Sofienbad-Saal in Wien erstmals aufgeführt.